# Thörlbach
Der Thörlbach ist ein rechter Nebenfluss der Mürz im Nordosten der Steiermark in Österreich.

## Verlauf
Der Thörlbach entsteht durch den Zusammenfluss von Kaisersteinbach und Rotsohlgrabenbach auf der Scheiklalm südöstlich der Hohen Veitsch. Er wird hier auch Stübmingbach genannt und fließt durch den Hinterhofgraben zuerst nach Südosten und dann nach Süden. Auf der Höhe des Pretalsattels wendet er sich nach Westsüdwesten und das Tal wird breiter. Bei Thörl nimmt er von rechts mehrere Nebenbäche auf und fließt wieder nach Süden bis zu seiner Mündung in die Mürz in Kapfenberg.
Der Thörlbach entwässert den westlichen Teil der Mürzsteger Alpen und den Südosten vom Hochschwab. Sein Einzugsgebiet liegt in den Gemeinden Turnau, Aflenz, Thörl und Kapfenberg, die alle zum Bezirk Bruck-Mürzzuschlag gehören. 

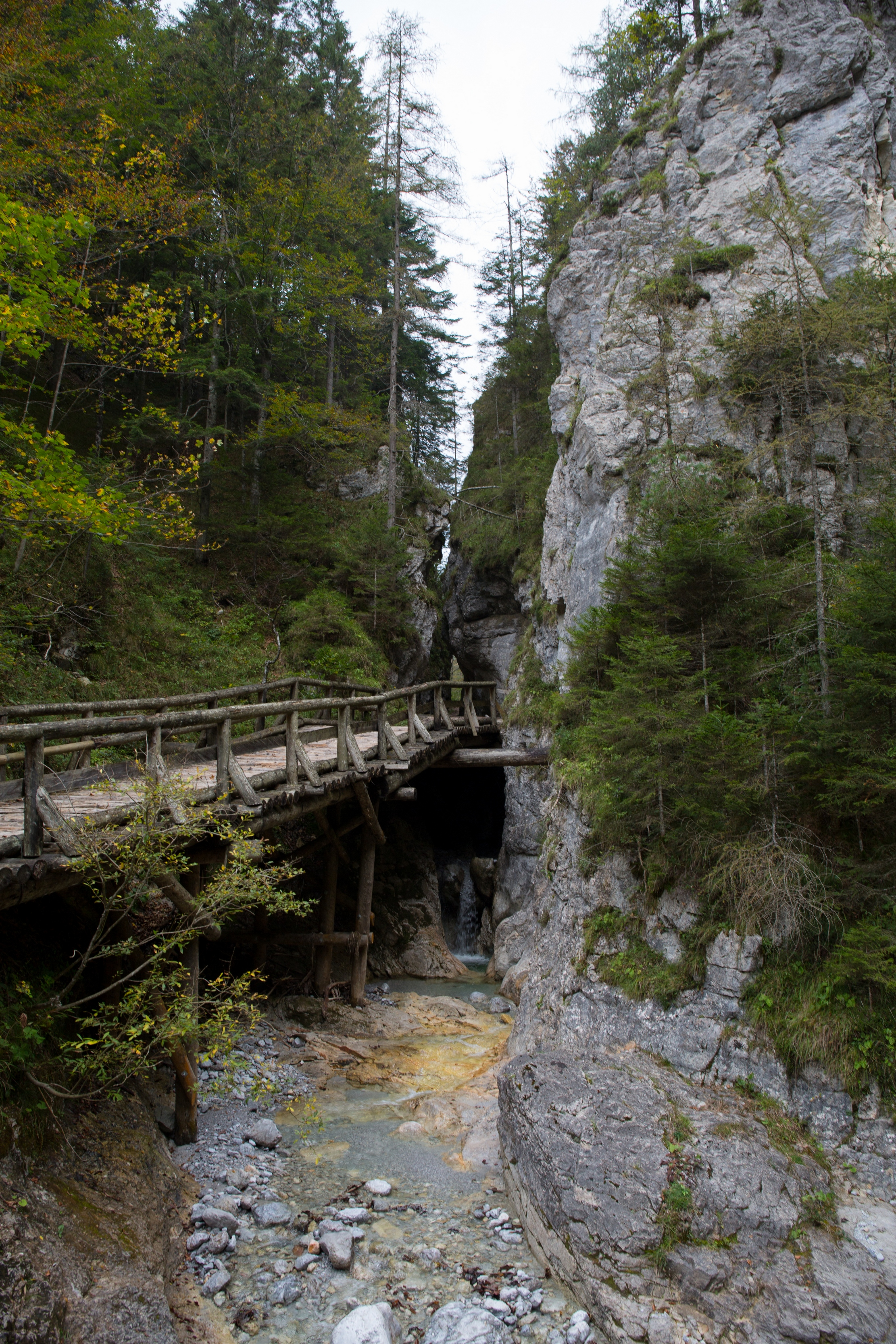
Der Fölzbach, ein Nebenbach des Thörlbachs, im Fölzklamm

## Nebenbäche
Das Einzugsgebiet des Thörlbachs umfasst 341,01 Quadratkilometer. Die wichtigsten Nebenbäche sind:
| Name                            | Mündungsseite     | Mündungsort      | Einzugsgebiet in km² |
| ------------------------------- | ----------------- | ---------------- | -------------------- |
| Kaisersteinbach                 | rechter Quellbach | Scheiklalm       | 02,37                |
| Rotsohlgrabenbach               | linker Quellbach  | Scheiklalm       | 02,25                |
| Rauschbach                      | rechts            |                  | 02,27                |
| Wirmbach                        | rechts            | Pretal           | 01,92                |
| Weikengrabenbach                | links             | Pretal           | 02,50                |
| Auergrabenbach                  | links             | Schröckenhof     | 02,16                |
| Schledringbach (Schladringbach) | rechts            | Zwanzen          | 02,56                |
| Reischingbach (Räuschinggraben) | rechts            | Stübming         | 05,61                |
| Dirnbach                        | links             | Dirnbacher       | 01,62                |
| Maurerbach                      | links             | Schnurrer        | 06,69                |
| Brücklerbach                    | rechts            | Schnurrer        | 19,77                |
| Seebach                         | rechts            | Seebach          | 48,31                |
| Thalbach                        | links             | Krugbauer        | 09,61                |
| Fölzbach (Fölzer Bach)          | rechts            | Thörl            | 64,36                |
| Ilgner Bach                     | rechts            | Thörl            | 89,18                |
| Strohsitzbach                   | rechts            | Margarethenhütte | 04,68                |
| Rettenbach                      | rechts            | Rettengraben     | 04,80                |
| Leinbach                        | rechts            | Winkl            | 04,68                |

## Verkehr
- Rad: Von Kapfenberg bis Seebach folgt der Seebergradweg R13 dem Thörlbach, dann führt der Radweg nach Norden entlang des Seebachs nach Seewiesen.[3]
- Straße: Die Mariazeller Straße B20 verläuft von Kapfenberg über Thörl und Aflenz zum Seebergsattel. Bei Turnau zweigt die Veitscherstraße L102 ab, auf der man über den Pretalsattel nach Veitsch und wieder ins Mürztal gelangt.